# Cerreto Guidi
Cerreto Guidi est une commune italienne de la ville métropolitaine de Florence dans la région Toscane en Italie.

## Culture

### Monuments
- Les villas médicéennes régionales :
  - La Villa Medicea di Cerreto Guidi
  - La Villa Medicea di Stabbia, au centre de Stabbia, une frazione de Cerreto Guidi

## Administration
| Période                                  | Période | Identité | Étiquette | Qualité |
| ---------------------------------------- | ------- | -------- | --------- | ------- |
|                                          |         |          |           |         |
| Les données manquantes sont à compléter. |         |          |           |         |

### Hameaux
Bassa, Corliano, Gavena, Maccanti-Palagina, Lazzeretto, Poggio Tempesti, Ponte di Masino, Ripoli, San Zio, Stabbia.

### Communes limitrophes
Empoli, Fucecchio, Lamporecchio, Larciano, San Miniato,  Vinci (Italie)